# 国会图书馆控制号
美国国会图书馆控制号（英語：Library of Congress Control Number，简称）是美国国会图书馆用于图书记录、编码和查询的序列号。每一本书籍都有相对应的控制号。该号码与书籍内容没有关系，因此不要将它与美国国会图书馆图书分类法（简称）混淆。